# Manfred Korfmann
Manfred Osman Korfmann (Colonia, 26 aprile 1942 – Ofterdingen, 11 agosto 2005) è stato un archeologo tedesco.
Negli ultimi anni di vita, aveva raggiunto grande popolarità in Germania come promotore di nuovi scavi nell'antica città di Troia, nell'odierna Turchia.

## Biografia
Korfmann cominciò il tirocinio come insegnante di inglese e di storia al termine degli studi, nel 1961. Da assistente a Beit Jala/Betlemme (Giordania, oggi Cisgiordania) sviluppò un grande interesse per l'archeologia. A partire da quel momento decise quindi di proseguire gli studi, dal 1962 al 1970, sulla storia primitiva e su quella antica, come pure di archeologia presso l'università di Francoforte sul Meno e all'università americana di Beirut. Si laureò nel 1970 a Francoforte sul Meno. Dal 1971/72 è stato ricercatore scientifico presso l'università di Francoforte sul Meno con il progetto di mappare l'Africa finanziato dalla DFG. Successivamente ha lavorato (1971-1978) come consulente scientifico all'Istituto Archeologico Tedesco (dipartimento di Istanbul), partecipando ad alcuni scavi a Demircihueyuek. Nel periodo 1978-1982 è stato ricercatore al DAI di Berlino. Nel 1980 ha conseguito l'abilitazione ed è diventato lettore all'università di Francoforte sul Meno. Nel 1982 ha conseguito una cattedra di storia primitiva e antica all'Università di Tubinga.
Nel 1988 il governo turco gli rilasciò un permesso di scavo esclusivo con cui portò alla luce la parte inferiore della città di Troia e parte delle mura difensive. Durante la campagna di scavo e sotto la direzione di Korfmann furono scavati 13.240 m² di terra da 370 scienziati. A partire dall'opera di Schliemann, è in atto una grande disputa culturale e storica: mentre molti storici di vecchia scuola mettono in discussione il significato di Troia, Korfmann avanzò la tesi che la città risalente all'età del bronzo aveva rivestito un ruolo centrale nell'area del mar Mediterraneo. Nel 2001 e 2002 il dibattito raggiunse l'apice. In un convegno tra scienziati nel febbraio 2002 a Tubinga, Korfmann avanzò argomentazioni convincenti a sostegno della sua tesi, cui era giunto con l'avanzamento scavi. Ulteriori scavi nell'agosto 2003 hanno supportato la sua teoria.
Nel 1996 ha collaborato all'istituzione di un parco nazionale nel sito archeologico di Troia e due anni più tardi l'UNESCO ha dichiarato tale sito Patrimonio culturale dell'umanità. Molti turisti si recano ogni anno in visita nel sito archeologico della città di Troia. Lo scienziato nel 2004 ha accettato la cittadinanza turca conferitagli dal governo per il lavoro profuso nel paese, adottando Osman come secondo nome. Erano passati 15 anni dai primi scavi e grazie a Korfmann l'interesse su Troia crebbe enormemente: i suoi scavi riaccendevano l'entusiasmo per l'alone di mito e di leggenda attorno a Troia. È stato un esplicito desiderio del professore che gli scavi proseguissero; alla fine di agosto 2005, circa 45 scienziati, prevalentemente dall'Università di Tubinga, erano presenti a Troia. Anche grazie al suo appoggio, nel 2001 si è tenuta a Stoccarda una grande mostra su Troia: Troia, mito e realtà, che ha registrati più di 800.000 visitatori. Oltre agli scavi a Troia, Korfmann si è dedicato anche ad altri scavi come nel Caucaso ed in Asia centrale. È morto di cancro al polmone l'11 agosto 2005 a 63 anni nella sua casa di Ofterdingen vicino a Tubinga.

## Opere
- Studia Troica. Troia und die Troas, Archäologie einer Landschaft, Jahrbuch 1991 ff.
- Archäologisches Landesmuseum Baden-Württemberg: Troia. Traum und Wirklichkeit. Stuttgart, Theiss 2001
- Mauerschau. Festschrift für Manfred Korfmann. Remshalden-Grunbach, Greiner 2002

### Articoli
- C'è mai stata una guerra di Troia? Archiviato il 28 dicembre 2012 in Internet Archive., "The Archaeology Journal", Vol. 57, No. 3, Maggio/Giugno 2004 di Korfmann
- "The Boss" non è più tra noi, Stuttgarter Zeitung, 12.08.2005
- Manfred Korfmann è morto, Giornale tedesco "Der Spiegel"
- La fiducia in Omero: È morto l'archeologo Manfred Korfmann , Giornale tedesco "Die Welt"
- È morto lo studioso di Troia[collegamento interrotto], Giornale tedesco "Süddeutsche Zeitung"
- http://www.swr.de/kultur/wissen/-/id=253126/nid=253126/did=631172/1e446z7/index.html[collegamento interrotto], Südwestrundfunk, 11.08.2005 con fotografie
- Sito web su Troia, 15.02.2002; articoli apparsi nel giornale locale di Tubinga con commenti di Kolb and Korfmann
- New York Times News Service, su indystar.com.

| Controllo di autorità | VIAF (EN) 14786144 · ISNI (EN) 0000 0001 2276 8174 · ULAN (EN) 500282408 · LCCN (EN) n82133594 · GND (DE) 124283063 · BNF (FR) cb12034729p (data) · J9U (EN, HE) 987007273166205171 |